# Анджей Шармах
Анджей Шармах (пол. Andrzej Szarmach, нар. 3 жовтня 1950, Гданськ) — польський футболіст, що грав на позиції нападника. По завершенні ігрової кар'єри — футбольний тренер.
Виступав, зокрема, за футбольні клуби «Арка» (Гдиня), «Гурник» (Забже), «Сталь» (Мелець), «Осер», а також національну збірну Польщі.

## Клубна кар'єра
Вихованець школи нижчолігового футбольного клубу «Полонія» (Гданськ). У дорослому футболі дебютував 1969 року виступами за команду рідного клубу, в якій провів один сезон.
Згодом був запрошений до складу команди «Арка» (Гдиня), за яку виступав два сезони. Під час виступів за команду із Гдині став одним із найкращих бомбардирів команди.
Своєю грою звернув увагу на себе представників вищолігової команди «Гурник» (Забже), до складу якої перейшов 1972 року. Відіграв за команду наступні три сезони. У складі клубу був одним із головних бомбардирів, забивши у 105 матчах 49 м'ячів.
1976 року перейшов до складу клубу «Сталь» (Мелець). У складі нового клубу був і надалі одним із головних бомбардирів, відзначившись у 106 проведених матчах 60 разів. У складі клубу став бронзовим призером чемпіонату Польщі з футболу сезону 1978–1979 років.
1980 року отримав запрошення від французького клубу «Осер». У складі клубу і далі відзначався результативністю, за п'ять проведених років у складі клубу з Бургундії провів 144 матчі та забив 94 голи. Двічі ставав другим бомбардиром французької ліги (у сезонах 1981–1982 та 1982–1983) і третім бомбардиром у сезоні 1983–1984. Є найкращим бомбардиром «Осера» в Лізі 1. Був капітаном клубу. Двічі (у 1981 та 1982 роках) визнавався найкращим іноземним гравцем Ліги 1, у сезоні 1983–1984 став разом із командою бронзовим призером Чемпіонату Франції з футболу.
1985 року продовжив виступи у іншому клубі із Франції — друголіговому клубі «Генгам», у якому провів два сезони, будучи і надалі основним бомбардиром своєї команди.
Закінчив виступи на футбольних полях як гравець у третьоліговому французькому клубі «Клермон Фут».

## Виступи за збірну
1973 року дебютував в офіційних матчах у складі національної збірної Польщі. Протягом кар'єри у національній команді, яка тривала 9 років, провів у формі головної команди країни 61 матч, відзначившись у них 32 рази.
У складі збірної був учасником Літніх Олімпійських ігор 1976 року, де з командою отримав срібні нагороди, чемпіонату світу 1974 року у ФРН, на якому команда здобула срібні нагороди, чемпіонату світу 1978 року та чемпіонату світу 1982 року, на якому став бронзовим призером. На Олімпійських іграх 1976 року став найкращим бомбардиром футбольного турніру, забивши у ворота суперників 9 голів.

## Державні нагороди
За визначні досягнення у футбольній кар'єрі Анджею Шармаху у 2005 році було присвоєне звання Лицаря Ордену Відродження Польщі.

## Тренерська кар'єра
Анджей Шармах розпочав свою тренерську кар'єру ще під час виступів за клуб «Клермон Фут», де два роки був граючим тренером. У перший рік роботи вивів свою команду із третього у другий французький дивізіон. Далі працював із французькими клубами «Шатору», «Ангулем», «Оріяк», та на батьківщині, у клубі «Загле́мб'є» (Любін), але особливих досягнень, як тренер, не мав.

## Особисте життя

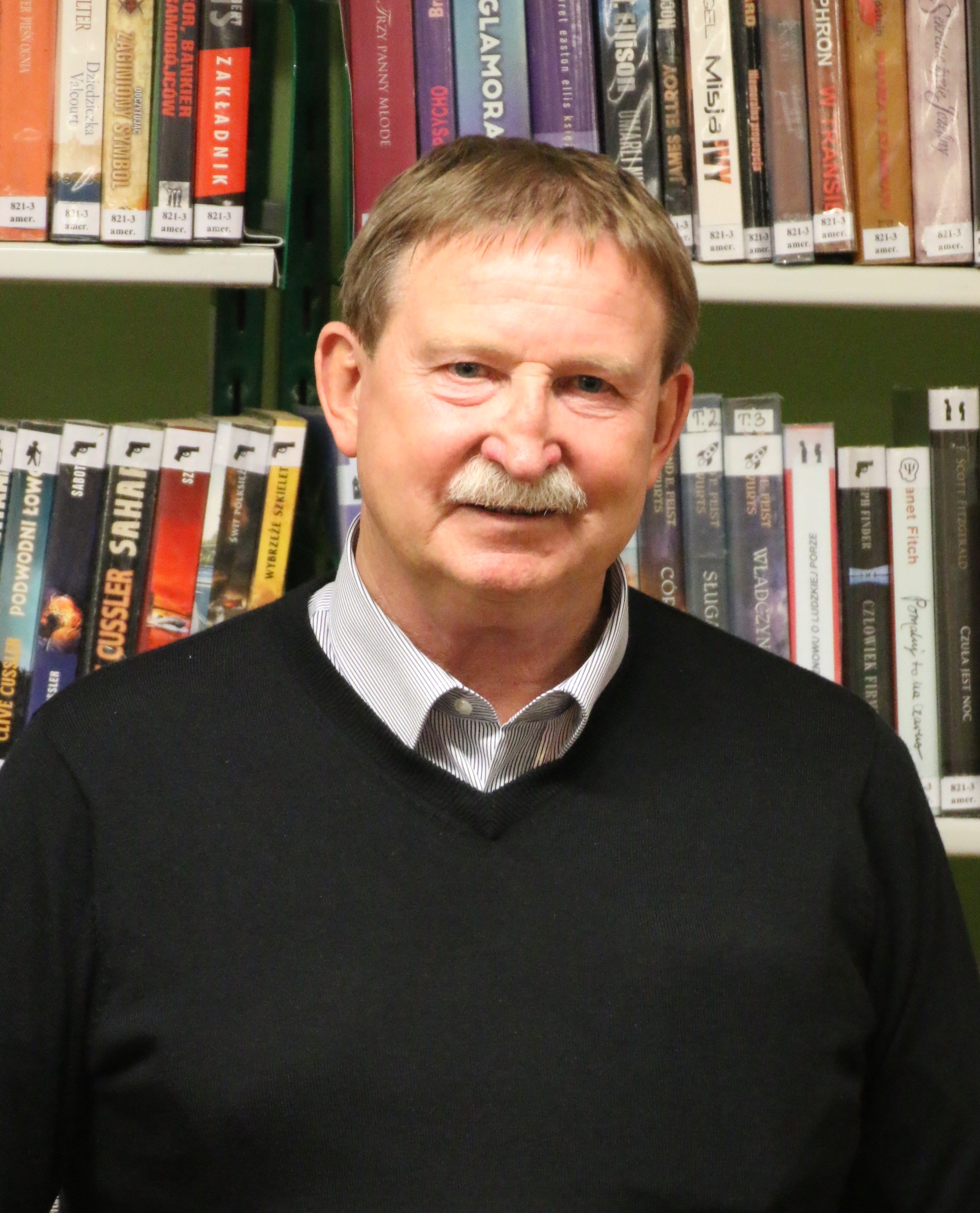
Анджей Шармах під час зустрічі в бібліотеці в Ожарові Мазовецькому (2017)

Анджей Шармах одружений з 1974 року, з дружиною Малгожатою познайомився в кафе у Забже. У пари є 2 дітей і 4 внуків. Шармах був послом чемпіонату Європи з футболу 2012 року, який відбувався в Україні та Польщі. У 2017 році Анджей Шармах у співпраці зі спортивним журналістом Яцеком Куровським видав біографічну книгу «Andrzej Szarmach. Diabeł nie anioł» («Анджей Шармах. Чорт, а не ангел»).

## Титули та досягнення
- Срібний олімпійський призер: 1976
- 3 місце на чемпіонаті світу (2):

1974, 1982
- Чемпіонат Польщі
  - Третє місце (1):

«Сталь» (Мелець): 1978-79
- Ліга 1:
  - Третє місце (1): 1983-84
- Найкращий бомбардир футбольного турніру олімпійських ігор: 1976 (9 голів).